# Kelly Yu
Kelly Yu Wenwen (chino: 于文文, Dalian, 7 de noviembre de 1989) es una cantante y actriz chino-canadiense.

## Biografía
Yu nació en Dalian, China, y se trasladó con sus padres a Vancouver, British Columbia en 2004. Asistió a la Killarney Secondary School y más tarde se trasladó a Boston, donde asistió a la Berklee College of Music.

## Carrera
La primera película de Yu fue Bajo la lluvia en 2012, dirigida por Liu Chen. Su primer papel protagonista fue en 2014 en la serie de televisión Un verano y medio haciendo pareja con Nichkhun.
En 2017, Yu protagonizó la película romántica The Ex-File 3: The Return of the Exes. She sang the theme song of the film.

## Filmografía

### Cine
| Año  | Título inglés                         | Título chino         | Personaje     | Notas    |
| ---- | ------------------------------------- | -------------------- | ------------- | -------- |
| 2012 | Under the Rain                        | 雨下吧               | Wenwen        |          |
| 2013 | So Young                              | 致我们终将逝去的青春 |               | Cameo    |
| 2017 | Young Pea                             | 青春逗               | Jiang Wanqing |          |
| 2017 | The Ex-File 3: The Return of the Exes | 前任3:再见前任       | Lin Jia       |          |
| 2018 | Twenty                                | 二十岁               | Xie Wenyi     | [ 6 ]    |
| 2019 | Chasing Dream                         | 我的拳王男友         |               | Invitada |
| 2020 | Back to Earth                         | 重回地球             | Chang E       | [ 7 ]    |
| 2022 | Moonfall                              |                      | Michelle      |          |

### Televisión
| Año  | Título en inglés      | Título en chino    | Personaje      | Notas |
| ---- | --------------------- | ------------------ | -------------- | ----- |
| 2014 | One and a Half Summer | 一又二分之一的夏天 | Shu Qing       |       |
| 2021 | Lost Promise          | 胭脂债             | Bo Ye Jingxing | [ 8 ] |